# رز هیل (بازیگر)
رز هیل (انگلیسی: Rose Hill; ۵ ژوئن ۱۹۱۴ – ۲۲ دسامبر ۲۰۰۳) هنرپیشه و خواننده اپرا اهل بریتانیا بود.